# Stor-Dräkttjärnen
Stor-Dräkttjärnen är en sjö i Bodens kommun i Norrbotten och ingår i Råneälvens huvudavrinningsområde.